# Lebiediewka (obwód uljanowski)
Lebiediewka (ros. Лебедевка) – wieś (dieriewnia) w Rosji, w obwodzie uljanowskim, w rejonie surskim. W 2021 liczyła 285 mieszkańców.